# Симеон Верхотурски
Симеон Верхотурски (Симеон Меркушински; 1607 - 1642, Меркушино, Тоболска област) - светац Руске православне цркве, поштује се у лицу праведника .

## Биографија
Житије Симеона Верхотурсог саставио је митрополит тоболски и сибирски Игњатије, након што је био сведок пронађених моштију праведника 1695. године.
По житију, Симеон је рођен око 1607. године у племићкој бољарској породици у европској Русији, али су имена његових родитеља непозната. Након смрти родитеља у смутном времену, дошао је на Урал и прво се настанио у Верхотурју. Године 1620. преселио се у село Меркушино (око 53 км источно од Верхотурја). У Меркушину и његовој околини провео је већи део свог живота, скривајући своје порекло. Главно обележје његовог хришћанског подвига било је „друштвено опраштање“ .
У селу је посетио месну цркву брвнару Светог Архангела Михаила. На десет верста од Меркушина, на обали реке Туре, Симеон се у лето повлачио на молитву, зарађујући за живот пецањем; сачуван је камен на коме је волео да седи, хватајући рибу. Зими се бавио шивањем бунди за сељаке у селима Верхотурског округа. Обично сеоски кројачи нису шили одећу код куће, као у градовима, већ у кућама својих купаца, где су били позвани. Симеон је шио углавном „пуне са пругама“, бавио се послом за сиромашне људе, од којих је углавном одбијао да прима надокнаду за свој труд. Склониште и храну коју је користио од власника током рада сматрао је сасвим довољним за себе. Одликовао се нестицањем и, да не би добио плату, оставио је своју одећу недовршену и напустио село. Проповедао је смирење и још за живота заслужио је славу праведника својим подвигом и поштењем. Праведни Симеон показао је себи нови вид светости – „опроштење“. Проповедао је хришћанство међу Мансима.
Симеон је умро између 1642. и 1659. године , руком писани календар показује да је умро у лето 7150. (од септембра 1641. до августа 1642.) у селу Меркушино, Верхотурски округ, садашње село је део Верхотурског градског округа Свердловске области. Сахрањен је на гробљу код Михаило-Архангелске цркве у селу Меркушино .